# Ódry Attila
Pacséri Odry Attila, Odry Attila Ármánd (Budapest, 1880. október 16. – Budapest, Józsefváros, 1938. február 28.) az Operaház énekkarának tagja. Odry Árpád színész testvére.

## Életútja
Odry Lehel és Moskovszky Irma fiaként született. Két tanévet végzett a Zeneakadémián. A Magyar Királyi Operaház ösztöndíjasa volt 1905 és 1908 között, majd az 1913–14-es évadtól a kórus tagjaként tért vissza az intézményhez, s a basszusszólam tagja volt haláláig. Néhány epizódszerepet is alakított. Basszistaként aratott szép sikereket[forrás?]
Halálát vesegyulladás okozta. Neje: Täuschler Mariska, akivel 1922. február havában lépett házasságra.

## Szerepei
- Josef Bayer: A babatündér – Portás
- Ludwig van Beethoven–Nicola Guerra–Bródy Sándor: Prométheusz teremtményei – A hős; Első katona
- Bruno Granichstädten: Bacchus-éj – Nilus
- Modeszt Petrovics Muszorgszkij: Borisz Godunov – Epifan
- Radnai Miklós: Az infánsnő születésnapja – I. gárdista
- Ambroise Thomas: Mignon – Akrobata
- Carl Maria von Weber: Oberon – Nagy Károly császár